# Xtracon Chess Open
Xtracon Chess Open (раніше Politiken Cup) - міжнародний шаховий турнір і головна подія щорічного Копенгагенського шахового фестивалю. Організатором є Копенгагенська шахова федерація (KSU). Спочатку створений для набуття данськими гравцями міжнародного досвіду і виконання норм. Почавши зі скромного бюджету в 1979 році, за участю лише 22 шахістів, турнір виріс до одного з найбільших і найбільш шанованих відкриті шахові турніри у світі. Кількість учасників зросла до 200 станом на 2003 рік і станом на кінець 2010-х років перевищує 400. 
Турнір приваблює багатьох найсильніших гросмейстерів світу, а також перспективну молодь. Екс-чемпіон світу Василь Смислов був серед переможців у 1980 і 1986 роках. Серед інших відомих переможців: Віктор Корчной 1996 року у віці 65 років і Найджел Шорт у 2006 році. На Politiken Cup 2003 року Магнус Карлсен виконав свою третю і остаточну норму міжнародного майстра.
Перші турніри відбулися в Копенгагені і його околицях, потім він переїхав до Гельсінгера. Турнір завжди проводився у формі великого "опена", доступного як для титулованих так і  не титулованих гравців, крім 1983 року, коли він складався з двох змагань, кругового гросмейстерського турніру за запрошенням і допоміжного відкритого турніру, націленого на рівень міжнародного майстра. 
Останніми роками турнір відбувався в липні/серпні, упродовж 10 раундів, у Конвентумі, Конференц-центрі і курорті, розташованому в мальовничих околицях міста Гельсінгер. 
З 1979 до 2015 рік головним спонсором була данська газета "Політика", але на 2016-2018 роки озвучено нові домовленості. Головним спонсором станом на 2018 рік є Xtracon A/S - данська IT-компанія, керівник якої грає в шахи. Тож, турнір змінив назву, хоча передбачається, що формат загалом залишиться без змін.

## Список переможців (Politiken Cup)
| #  | Рік  | Переможець | Очки    |
| -- | ---- | --- | ------- |
| 1  | 1979 | Carsten Høi | 7½ (10) |
| 2  | 1980 | Василь Смислов, Адріян Михальчишин | 7½ (10) |
| 3  | 1981 | Петар Веліков, Том Ведберг, Shaun Taulbut | 7½ (10) |
| 4  | 1982 | Том Ведберг | 7½ (10) |
| 5  | 1983 | Іштван Чом, Сергій Кудрін | 5½ (9)  |
| 6  | 1984 | Нік де Фірміан, Александер Шнапік | 7½ (10) |
| 7  | 1985 | Карел Мокрий | 7½ (10) |
| 8  | 1986 | Василь Смислов, Олександр Чернін, Євген Пігусов, Ласло Черна | 7 (10)  |
| 9  | 1987 | Б'єрн Брінк-Клауссен | 7½ (10) |
| 10 | 1988 | Рафаель Ваганян | 8 (10)  |
| 11 | 1989 | Ларс Карлссон, Александер Шнапік, Єнс Крістіансен | 7½ (10) |
| 12 | 1990 | Костянтин Лернер | 7½ (10) |
| 13 | 1991 | Юрій Дохоян, Юрій Пісков | 8 (10)  |
| 14 | 1992 | Сергій Смагін, Метью Садлер, Джон Еммс, Авідгор Биховський | 7½ (10) |
| 15 | 1993 | Ігор Хенкін, Джон Еммс, Генрік Даніельсен | 7½ (10) |
| 16 | 1994 | Валерій Невєров, Михайло Бродський | 7½ (10) |
| 17 | 1995 | Ларс Бо Гансен | 8 (10)  |
| 18 | 1996 | Віктор Корчной | 8½ (11) |
| 19 | 1997 | Хельгі Гретарссон, Carsten Høi, Ерлінг Мортенсен, Ларс Шандорфф | 8½ (11) |
| 20 | 1998 | Ханнес Стефанссон, Деніел Гормаллі, Тігер Гілларп Перссон Ларс Шандорфф, Ніколай Борге                                                                                   | 8½ (11) |
| 21 | 1999 | Олександр Бабурін, Тігер Гілларп Перссон | 8½ (11) |
| 22 | 2000 | Борис Гулько, Ларс Бо Гансен, Джонні Гектор | 8½ (11) |
| 23 | 2001 | Михайло Гуревич, Олександр Рустемов, Петер Гейне Нільсен Псахіс Лев Борисович, Нік де Фірміан                                                                            | 8½ (11) |
| 24 | 2002 | Сергій Тівяков, Олександр Бєлявський, Рубен Фельгаєр | 8½ (11) |
| 25 | 2003 | Крішнан Сашікіран | 9 (11)  |
| 26 | 2004 | Дармен Садвакасов, Лейф Йоханнессен, Нік де Фірміан | 8 (10)  |
| 27 | 2005 | Костянтин Сакаєв | 8 (10)  |
| 28 | 2006 | Вадим Малахатько, Найджел Шорт, Джонні Гектор | 7½ (9)  |
| 29 | 2007 | Михайло Красенков, Габріел Саркісян, Емануель Берг Нік де Фірміан, Володимир Малахов                                                                                     | 8 (10)  |
| 30 | 2008 | Сергій Тівяков, Володимир Малахов, Юрій Кузубов Петер Гейне Нільсен, Борис Савченко, Джонні Гектор                                                                       | 8 (10)  |
| 31 | 2009 | Парімар'ян Негі, Борис Аврух | 8½ (10) |
| 32 | 2010 | Павло Ельянов | 8½ (10) |
| 33 | 2011 | Ігор Курносов | 8½ (10) |
| 34 | 2012 | Іван Чепарінов, Іван Соколов, Джонні Гектор | 8 (10)  |
| 35 | 2013 | Парімар'ян Негі | 9 (10)  |
| 36 | 2014 | Бу Сянчжі | 9 (10)  |
| 37 | 2015 | Маркус Раггер, Лівіу-Дітер Нісіпяну, Йон Людвіг Хаммер Лоран Фрессіне, Тігер Гілларп Перссон, Сем Шенкленд Себастьян Мазе, Міхаїл Марін, Суне Берг Хансен, Віталій Кунін | 8 (10)  |

## Список переможців (Xtracon Chess Open)
| # | Рік  | Переможці | Очки    |
| - | ---- | --- | ------- |
| 1 | 2016 | Маттіас Блюбаум, Олексій Широв, Бассем Амін, Jonathan Carlstedt Міхаїл Марін, Йон Людвіг Хаммер, Жан-Марк Дегрев | 8 (10)  |
| 2 | 2017 | Баадур Джобава                                                                                                   | 8½ (10) |